# Центральный телеграф (компания)
«Центральный телеграф» — российская телекоммуникационная компания. Полное наименование — Публичное акционерное общество «Центральный телеграф». Штаб-квартира компании находится в Москве.

## История
Центральный телеграф ведёт начало с 1 октября 1852 года — даты основания первой в Москве телеграфной станции в здании вокзала Петербург-Московской железной дороги[≡].
В 1869 году в связи с устройством сети городского телеграфа Москвы (сети городских телеграфных станций) телеграфная станция переводится в специально приспособленное здание на Мясницкой улице, рядом с Почтамтом.
С 1870 года телеграфная станция на Мясницкой улице стала именоваться Московской Телеграфной Станцией (по отношению к открывающимся городским телеграфным станциям, число которых к 1880 году достигло 33).
В 1918 году, после переезда Советского правительства в Москву, Московская Центральная Телеграфная становится Центральным телеграфом РСФСР, а затем — Центральным телеграфом СССР.
В 1929 году Центральный телеграф разместился в торжественно открытом Доме связи имени Подбельского на Тверской улице (ныне — здание Центрального телеграфа).
В 1966 году Центральный телеграф награждён Орденом Ленина. В 1970—1986 годах Центральным телеграфом руководил Герой Социалистического Труда Владимир Михайлович Кургузов.
В июне 1995 года государственное предприятие «Центральный телеграф» преобразовано в акционерное общество открытого типа «Центральный телеграф».

## Собственники и руководство
Основным акционером «Центрального телеграфа» является ПАО «Ростелеком», которому принадлежит 60 % уставного капитала и 80 % голосующих акций.
Генеральный директор — Александр Снытко.
В 2009—2012 годах, то есть в течение четырёх лет, должность генерального директора компании занимал Игорь Заболотный. В декабре 2012 года совет директоров компании отправил его в отставку. С декабря 2012 по начало 2014 (чуть более одного года) должность генерального директора компании занимал Родион Лёвочка, которого Совет директоров по итогам работы отправил в отставку 2 апреля 2014 года.

## Деятельность
«Центральный телеграф» ведет деятельность на рынке Москвы и Московской области, оказывая юридическим лицам и операторам связи услуги доступа в Интернет, IPTV, аренды каналов связи, организации VPN, MVNO, документальной электросвязи, колокации и др. Предоставляет комплексные решения для бизнеса, такие как: виртуальная офисная станция IP PBX, видеонаблюдение, «офис под ключ».
Созданная компанией сеть «Радиотел» дала возможность подключать банкоматы и POS-терминалы для авторизации банковских карт, в 2003 году половина банкоматов Москвы было подключено к этой сети.
Компания оказывает услуги на базе собственной мультисервисной сети протяженностью 4,9 тысяч км в Москве и Подмосковье. Основная транспортная сеть построена на базе технологии SDH и MetroEthernet/IP/MPLS. Сеть SDH имеет кольцевую структуру и насчитывает около 230 узлов с пропускной способностью от STM-1 до STM-64. Обладает совокупной номерной емкостью в кодах АВС=495, 499, 498—420 тысяч номеров и в коде DEF=958 — 10 тысяч номеров.
Крупными клиентами компании являются: ОАО «Аэрофлот — российские авиалинии», ОАО «Сбербанк России», Государственный исторический музей, Государственный университет — Высшая школа экономики, АО «Почта России», СУ-155, ФГУП МГРС, а также около 140 бизнес-центров. Всего насчитывается более 4 тысяч юридических лиц, ставших клиентами «Центрального телеграфа».

## Показатели деятельности
В первом полугодии 2013 года компания показала рост чистой прибыли по сравнению с аналогичным периодом предыдущего года на 24,3 % и составила в номинальном выражении 81,8 млн рублей (против 65,97 млн в 2012-м). OIBDA за шесть месяцев 2013 года увеличилась по сравнению с прошлым годом на 4,2 % и достигла 473 млн рублей. OIBDA margin составила 28 % против 24,6 % в первом полугодии 2012 года.

## Память

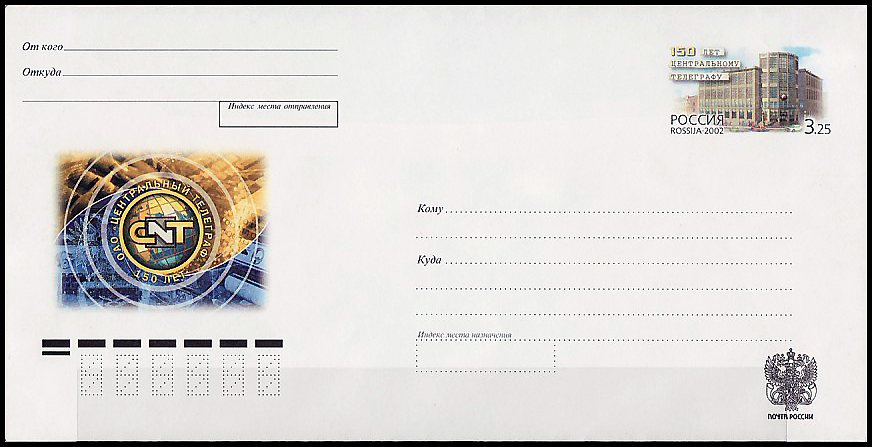
Конверт с оригинальной маркой «150-летие Центрального телеграфа». Россия, 2002

В ознаменование 150-летия с момента основания «Центрального телеграфа» «Почтой России» в 2002 году издавался конверт с оригинальной маркой, автором которого был дизайнер А. Батов.[^]